# Coletivo Negro Braima Mané
O Coletivo Negro Braima Mané é um coletivo de estudantes negros da Universidade Federal de Ouro Preto, atuante nos campus de Ouro Preto e Mariana. Fundado em 2015, o grupo realiza ações de acolhimento dos estudantes negros e coordena ações antirracistas na instituição.
O nome do coletivo, "Braima Mané", faz referência a um estudante universitário do curso de Ciências Econômicas que faleceu no mesmo ano de fundação do grupo. Braima Mané era natural de Guiné-Bissau. O nome é uma homenagem a sua memória.
Frente a uma academia hegemonicamente branca, principalmente na epistemologia, os estudantes negros tem seus corpos excluídos do ambiente universitário. Os membros do coletivo se unem como estratégia de força e proteção. Configuram uma rede de apoio comunitarista, e tem por lema a frase: "Fortalecer nossos quilombos, para vivos permanecer-mos".

## Ações
O Coletivo Negro Braima Mané possui diversas frentes de ações. Alguns de teor universitário, algumas de teor político e cultural.

### Coluna na HH Magazine
O coletivo possui uma coluna na HH Magazine, revista eletrônica do Instituto de Ciências Humanas e Sociais, da Universidade Federal de Ouro Preto (UFOP), onde publica as pesquisas acadêmicas e os trabalhos artísticos e culturais de seus membros.

### Ações afirmativas
Membros do Coletivo atuam na comissão de heteroidentificação das cotas raciais, impedindo que ocorra fraudes na distribuição das vagas por cotas na instituição. Nessa banca, representam os alunos da graduação no processo.
No que diz respeito as cotas raciais da pós-graduação, organizam, desde de 2021, ações para a ampliação da política de ações afirmativas na pós da UFOP. Criaram, conjuntamente aos centros acadêmicos, e representantes da pós-graduação, o sub-grupo Coletivo de Ações Afirmativas da Pós.

### Calourada preta e semana de intervenção
Eles organizam, todos os períodos, exceto no período da pandemia da covid-19, a Semana de Intervenção e a Calourada Preta, com mesas, rodas de conversa, exposições e apresentações de diversos artistas da região dos Inconfidentes.
A ideia de um calourada preta partiu, basicamente, quando os estudantes perceberam a necessidade de uma calourada própria para discutir todas as relações sociais, positivas ou não, da população preta no ambiente que circunda a Universidade Federal de Outo Preto. A calourada antecede a criação do coletivo. Entre os fundadores do evento está o rapper Djonga, a DJ Jô Marçal, entre outros.

#### Lista dos eventos

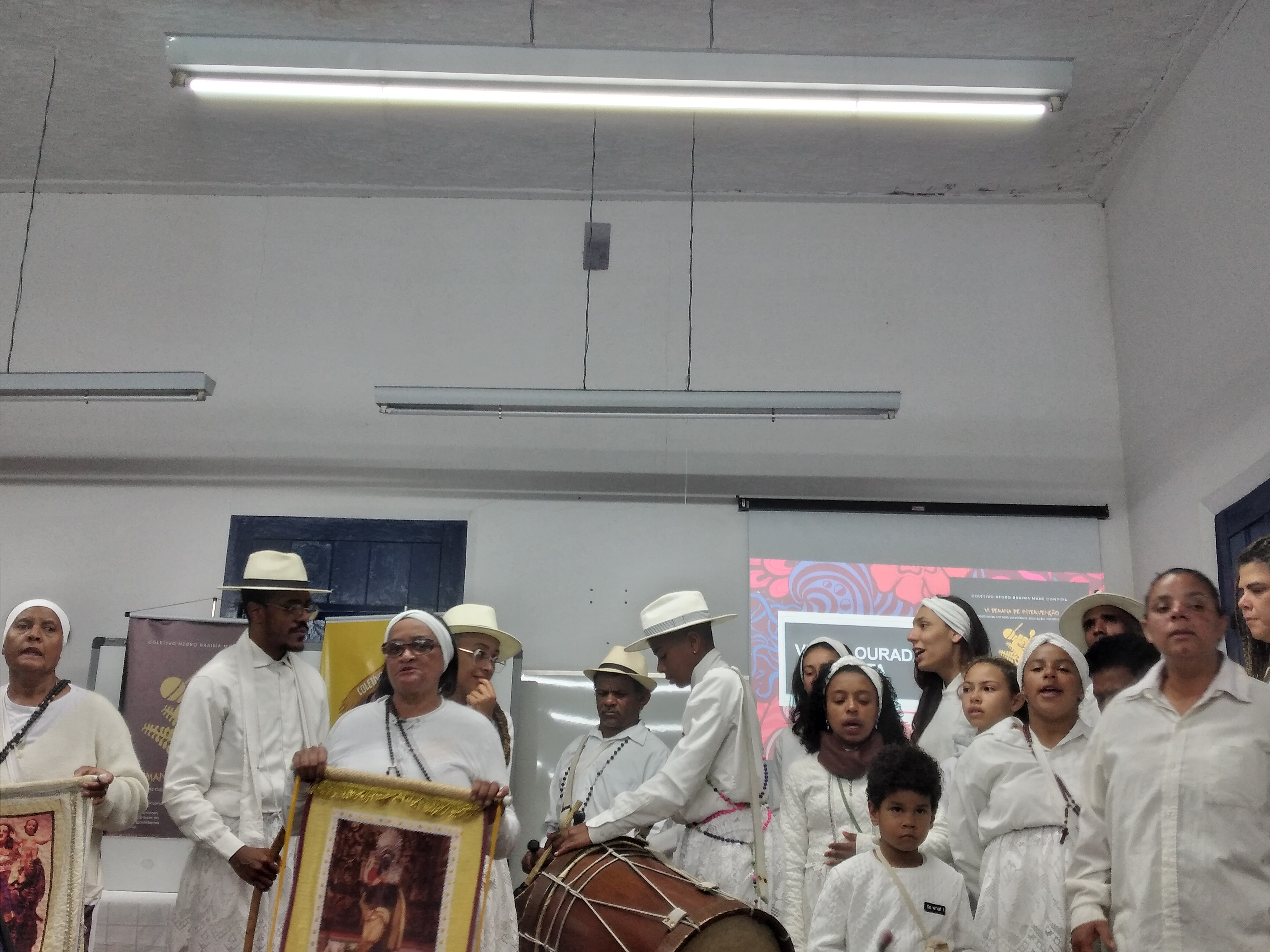
No ano de 2023, na Calourada preta, o grupo Guarda de Moçambique marcou presença com linda apresentação

- Calourada preta I: ocupar, resistir, transformar. Realizada no segundo semestre de 2014.
- Calourada preta II. Realizada no primeiro semestre de 2015.[11]
- Calourada preta III: denegrindo a arte. Realizada no segundo semestre de 2015.[12]
- Calourada preta IV: racismo institucional. Realizada no primeiro semestre de 2016.
- Calourada preta V: ubuntu, nois por nois. Realizada no segundo semestre de 2016.
- Calourada preta VI: griot - ancestralidade e oralidade. Realizada no segundo semestre de 2017.[13]
- Calourada preta VII: práticas e epistemologias de(s)coloniais. Realizada no primeiro semestre de 2018.[14]
- Calourada preta VIII: Diálogos entre Cultura Diaspórica, Educação, Política e Artes. Realizado em junho de 2023.[6]

### Caso do blackFace

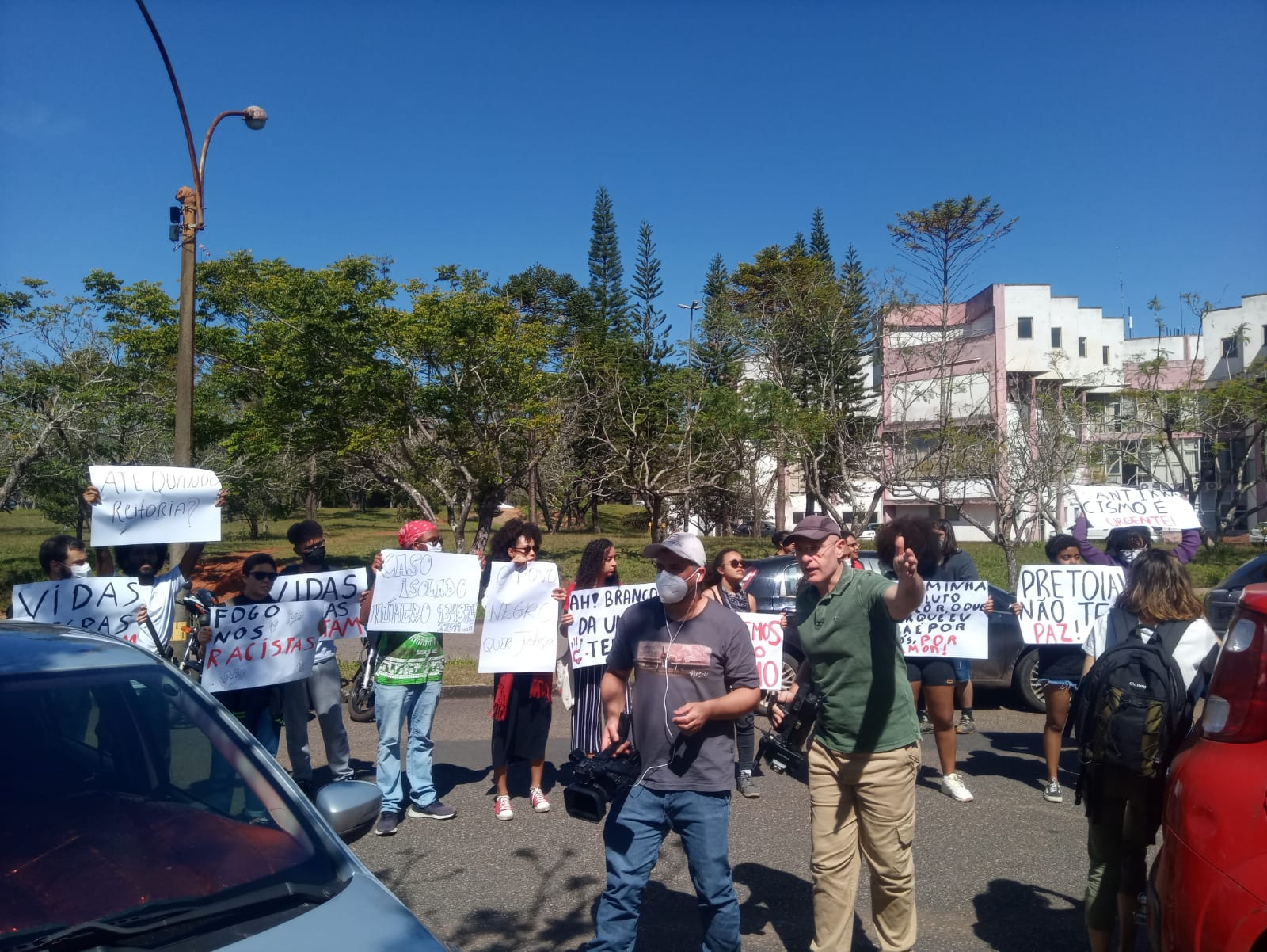
Manifestação antirracista, contra o caso de blackface.

No dia 29 de abril de 2022, ocorreu o tradicional evento miss bixo, tipica festa a fantasia ouro-pretana que promove um concurso entre os calouros - novos estudantes da universidade. As fotos que vieram a tona, pós evento, demonstraram diversos estudantes pintando o corpo com tinta escura (preta e marrom). Depois da exposição ocorreu uma revolta nas redes sociais, partindo, sobretudo, de pessoas negras, que se sentiram ofendidas com a prática do blackface.
O coletivo negro se reuniu em 3 de maio de 2022 para formalizar uma denuncia sobre o caso à reitoria da UFOP. Em um dos trechos da carta denúncia, afirmam:
“Em que se pese que as repúblicas venham a lamentar o ocorrido, dizendo se tratar de uma inocente e infeliz escolha, e que não tinham intenção de expor conteúdo racista, ou não ser o objetivo ofender pessoa que seja, fato é, comprovado pelas imagens em anexo, que o ato fora cometido”

Manifestação contra o ato do blackface ocorrido em 2022, nas republicas ouropretanas

Os denunciantes reforçam que a exclusão das publicações por parte das repúblicas, após a repercussão negativa, só reforça que os envolvidos perceberam a gravidade do que foi cometido. A denúncia ainda aponta que a prática do trote já é proibida pelo Conselho Universitário da instituição.
Foi solicitada a instauração de uma comissão de sindicância para apuração dos fatos, além de uma resposta da UFOP à comunidade acadêmica. A Associação de Docentes da UFOP ecoou a denúncia, pedindo ações da instituição.
Em 11 de maio de 2022 ocorreu um protesto em frente a reitoria da Universidade Federal de Ouro Preto. Mais de 200 estudantes se reuniram para cobrar uma ação mais firme da administração universitária. O caso ainda está em trâmite.